# Horní Rakousy
Horní Rakousy či Horní Rakousko (německy Oberösterreich) je spolková země na severozápadě Rakouska.  Hlavním městem země je Linec. Horní Rakousy jsou se svou rozlohou 11 982 km² čtvrtou největší spolkovou zemí a s přibližně 1,5 milionu obyvatel třetí největší zemí z hlediska počtu obyvatel. Sousedí s Bavorskem (Německo), Jihočeským krajem (Česká republika) a v rámci Rakouska s Dolními Rakousky, Štýrskem a Salcburskem. Název státu je odvozen od názvu jeho předchozího území, arcivévodství Österreich ob der Enns (Arcivévodství Rakousy nad Enží), jedné z habsburských dědičných zemí. 

## Název
V českých textech se název spolkové země vyskytuje ve dvou variantách: Horní Rakousy i Horní Rakousko. Ústav pro jazyk český Akademie věd ČR uvádí v Internetové jazykové příručce poznámku, že podobu Horní Rakousy považuje za zastarávající, používanou častěji jen v historických souvislostech. Český úřad zeměměřický a katastrální uvádí v příručce Index českých exonym jako standardizovaný název „Horní Rakousko“ a jako zastaralý název „Horní Rakousy“.

## Geografie
Jih a sever spolkové země je hornatý. Ve středu převažují pahorkatiny. Na severu sem zasahují okraje Českého masivu, jih pak náleží k Severním vápencovým Alpám přesněji k pohoří Salzkammergutberge, dále pak Dachsteinu v němž leží i nejvyšší hora země Hoher Dachstein, Sengsengebirge a pohoří Totes Gebirge.
Severem Horních Rakous od západu k východu protéká Dunaj. Do Dunaje se v bavorském Pasově vlévá řeka Inn, která tvoří velkou část hornorakousko-německé hranice. K dalším řekám patří Enže (Enns), tvořící část zemské hranice s Dolními Rakousy; dále pak Krems, Große Mühl, Kleine Mühl, Naarn, Steyr, Traun, Aist či Antiesen.
Na jihu spolkové země se v Solné komoře (Salzkammergut) nachází řada jezer, ke kterým patří Almsee, Attersee, Gosausee, Halštatské jezero, Irrsee, Langbathsee, Mondsee, Offensee, Traunsee a Wolfgangsee.

## Členění země
Horní Rakousy se tradičně člení na 4 čtvrtě, kterými je Hausruckviertel, Innská čtvrť, Mlýnská čtvrť a Traunviertel. Tyto celky však nepředstavují územně správní celky.
Administrativně se Horní Rakousko člení na 3 statutární města a 15 politických okresů.
Nejvyšším legislativním orgánem země je Hornorakouský zemský sněm.

## Statutární města
- Linec
- Steyr
- Wels

## Okresy
- Braunau
- Eferding
- Freistadt
- Gmunden
- Grieskirchen
- Kirchdorf
- Linec-venkov
- Perg
- Ried
- Rohrbach
- Schärding
- Steyr-venkov
- Urfahr-okolí
- Vöcklabruck
- Wels-venkov